# Altin Bytyçi
Altin Bytyçi (Nishor, 14 gennaio 2001) è un calciatore kosovaro, difensore del Partizani Tirana.

## Carriera

### Club
Il 19 agosto 2023 viene acquistato a titolo definitivo per 95.000 euro dalla squadra albanese del Partizani Tirana.

### Nazionale
Ha giocato nella nazionale kosovara Under-19.

## Statistiche

### Presenze e reti nei club
Statistiche aggiornate al 19 febbraio 2025.
| Stagione                | Squadra                 | Campionato              | Campionato | Campionato | Coppe nazionali | Coppe nazionali | Coppe nazionali | Coppe continentali | Coppe continentali | Coppe continentali | Altre coppe | Altre coppe | Altre coppe | Totale | Totale |
| Stagione                | Squadra                 | Comp                    | Pres       | Reti       | Comp            | Pres            | Reti            | Comp               | Pres               | Reti               | Comp        | Pres        | Reti        | Pres   | Reti   |
| ----------------------- | ----------------------- | ----------------------- | ---------- | ---------- | --------------- | --------------- | --------------- | ------------------ | ------------------ | ------------------ | ----------- | ----------- | ----------- | ------ | ------ |
| 2017-2018               | Kukësi                  | KS                      | 1          | 0          | CA              | 0               | 0               | UCL                | 0                  | 0                  | SA          | 0           | 0           | 1      | 0      |
| 2018-feb. 2019          | Laçi                    | KS                      | 0          | 0          | CA              | 1               | 0               | -                  | -                  | -                  | -           | -           | -           | 1      | 0      |
| feb.-giu. 2019          | Besa Peć                | 1L                      | 0          | 0          | CK              | 0               | 0               | -                  | -                  | -                  | -           | -           | -           | 0      | 0      |
| 2019-feb. 2020          | Besa Peć                | 1L                      | 0          | 0          | CK              | 0               | 0               | -                  | -                  | -                  | -           | -           | -           | 0      | 0      |
| Totale Besa Peć         | Totale Besa Peć         | Totale Besa Peć         | 0          | 0          |                 | 0               | 0               |                    | -                  | -                  |             | -           | -           | 0      | 0      |
| feb.-giu. 2020          | Međimurje               | 2. HNL                  | 0          | 0          | CC              | -               | -               | -                  | -                  | -                  | -           | -           | -           | 0      | 0      |
| 2020-2021               | Kukësi                  | KS                      | 25         | 0          | CA              | 2               | 0               | UEL                | -                  | -                  | -           | -           | -           | 27     | 0      |
| 2021-2022               | Kukësi                  | KS                      | 23         | 0          | CA              | 2               | 0               | -                  | -                  | -                  | -           | -           | -           | 25     | 0      |
| 2022-2023               | Kukësi                  | KS                      | 32         | 1          | CA              | 4               | 1               | -                  | -                  | -                  | -           | -           | -           | 36     | 2      |
| Totale Kukësi           | Totale Kukësi           | Totale Kukësi           | 81         | 1          |                 | 8               | 1               |                    | 0                  | 0                  |             | -           | -           | 89     | 2      |
| 2023-2024               | Partizani Tirana        | KS                      | 11         | 0          | CA              | 0               | 0               | UCL+UECL           | 0+0                | 0                  | SA          | 0           | 0           | 11     | 0      |
| 2024-2025               | Partizani Tirana        | KS                      | 21+2       | 0          | CA              | 5               | 0               | UECL               | 4                  | 0                  | -           | -           | -           | 32     | 0      |
| 2025-2026               | Partizani Tirana        | KS                      | 0          | 0          | CA              | 0               | 0               | UECL               | 0                  | 0                  | -           | -           | -           | 0      | 0      |
| Totale Partizani Tirana | Totale Partizani Tirana | Totale Partizani Tirana | 32+2       | 0          |                 | 5               | 0               |                    | 4                  | 0                  |             | 0           | 0           | 43     | 0      |
| Totale carriera         | Totale carriera         | Totale carriera         | 113+2      | 1+0        |                 | 14              | 1               |                    | 4                  | 0                  |             | 0           | 0           | 133    | 2      |

## Palmarès

### Club

#### Competizioni nazionali
- Supercoppa d'Albania: 1

Partizani Tirana: 2023